# Bemisiella artemisiae
Bemisiella artemisiae là một loài côn trùng cánh nửa trong họ Aleyrodidae, phân họ Aleyrodinae.
Bemisiella artemisiae được Danzig miêu tả khoa học đầu tiên năm 1966.